# Fräulein Berlin
Fräulein Berlin est un film allemand réalisé par Lothar Lambert, sorti en 1983. 
Avec Berlin Harlem (1974) et La Femme Cauchemar (Die Alptraumfrau) de 1981, Fraulein Berlin apparaît comme un film-reflet d'une société, d'une époque.

## Synopsis
Grandeur et décadence d'une vedette d'avant-garde berlinoise qui ne supporte plus son statut d'objet sexuel.

## Fiche technique
- Titre : Fräulein Berlin
- Réalisation : Lothar Lambert
- Pays d'origine :  Allemagne de l'Ouest
- Durée : 90 minutes
- Date de sortie : 1983

## Distribution
- Ulrike Schirm
- Helke Sander
- Bette Gordon
- Fredericke Menche
- Hans Dieter Frankenberg
- Stefan Menche
- Jim Jarmusch
- John Cassavetes
- Norman Jewison